# Damalis kassebeeri
Damalis kassebeeri là một loài ruồi trong họ Asilidae. Damalis kassebeeri được Geller-Grimm miêu tả năm 1997. Loài này phân bố ở miền Ấn Độ - Mã Lai.